# Microhyla borneensis
Espèce
Synonymes
- Microhyla nepenthicola Das & Haas, 2010

Statut de conservation UICN

 LC  : Préoccupation mineure
Microhyla borneensis est une espèce d'amphibiens de la famille des Microhylidae.

## Répartition
Cette espèce est endémique du Sarawak en Malaisie orientale sur l'île de Bornéo. Elle se rencontre à environ 300 m d'altitude dans le parc national Kubah.

## Étymologie
Son nom d'espèce, composé de borne[o] et du suffixe latin -ensis, « qui vit dans, qui habite », lui a été donné en référence au lieu de sa découverte, Bornéo.

## Publications originales
- Das & Haas, 2010 : New species of Microhyla from Sarawak: Old World's smallest frogs crawl out of miniature pitcher plants on Borneo (Amphibia: Anura: Microhylidae). Zootaxa, no 2571, p. 37-52.
- Parker, 1928 : The brevicipitid frogs of the genus Microhyla. The Annals and Magazine of Natural History, sér. 10, vol. 2, p. 473-499.